# Sorbus zertovae
Sorbus zertovae är en rosväxtart som beskrevs av Karpati. Sorbus zertovae ingår i släktet oxlar, och familjen rosväxter. Inga underarter finns listade i Catalogue of Life.